# Eupithecia dissonans
Eupithecia dissonans är en fjärilsart som beskrevs av Claude Herbulot 1954. Eupithecia dissonans ingår i släktet Eupithecia och familjen mätare. Inga underarter finns listade i Catalogue of Life.